# Невярович, Роман
Роман Станислав Невярович (15 января 1902, Лемберг, Австро-Венгрия — 2 июля 1972, Варшава, ПНР) — польский актёр, театральный и кинорежиссёр, писатель
, сценарист.

## Биография
Изучал право во Львовском университете, но не окончил его.
С молодости занимался театральной деятельностью. Дебютировал в июне 1921 года. В 1921—1923 и 1925—1931 годах выступал на сцене Театра им. Юлиуша Словацкого в Кракове.
Начиная с 1927 года также был театральным режиссёром. Во время Польской республики играл в разных театрах страны. Автор нескольких комедий и фарсов.
Служил в польской армии. Участник Второй мировой войны. В сентябре 1939 года — капитан 14-го уланского полка, был адъютантом генерала, командиром Оперативной группы, которая располагалась тогда в Станиславове (ныне Ивано-Франковск, Украина). Во время немецкой оккупации продолжал работать в театре, был главным режиссёром Варшавского театра комедии. Участвовал под псевдонимом «Лада» в подпольной деятельности Союза вооружённой борьбы, с 1942 г. — Армии Крайовой. Кроме прочего его заданием было наблюдение и разработки актёра Иго Сыма, тайного сотрудника гестапо, ликвидированного польским подпольем в 1941 году.
1 мая 1943 года Р. Невярович был арестован немцами, заключен в варшавскую тюрьму Павяк, затем переведен во Львов и приговорён к смертной казни. После смягчения приговора был отправлен в концлагерь Гросс-Розен.
После окончания войны продолжил работать актёром и театральным режиссёром. Режиссировал ряд радиоспектаклей, был соавтором киносценариев.
Умер в Варшаве 22 июля 1972 года. Похоронен на кладбище Старые Повонзки.

## Избранные театральные режиссёрские работы
- I co z takim zrobić (1945)
- Мораль г-жи Дульской  (1949)
- Ciotunia (1951)
- Polacy nie gęsi (1953)
- Mieszkanie 3 (1954)
- Noce narodowe (1954)
- Leokadia (1957)
- Nigdy nic nie wiadomo (1957)
- Mademoiselle (1958)
- Gdzie diabeł nie może (1959)
- Czajka (1960)
- Damy i huzary (1961)
- Fedra (1963)
- Śluby panieńskie (1963)
- Kleopatra (1963)
- Pies ogrodnika (1964)
- Żabusia (1965)
- Kobiety stamtąd (1966)

## Избранная фильмография
Сценарист
- Моё сокровище (1948)
- Сатана из седьмого класса (1960)
- Жена для австралийца (1963)
- Девчонка (1963)
- Барышня в окошке (1964)

## Награды
- Золотой крест заслуги (1956),
- Рыцарский крест ордена Возрождения Польши (1967),
- Медаль 10-летия Народной Польши (1955)